# Leo De Crignis
Leonardo „Leo” De Crignis (ur. 12 lipca 1952 w Ravascletto) – włoski skoczek narciarski i kombinator norweski, a następnie trener i sędzia pierwszej z tych dyscyplin sportu. Olimpijczyk (1976), medalista mistrzostw Włoch w obu dyscyplinach.
W 1976 wystąpił w rywalizacji skoczków narciarskich na Zimowych Igrzyskach Olimpijskich 1976, zajmując w rywalizacji indywidualnej 49. miejsce na obiekcie dużym i 50. na skoczni normalnej. W 1978 zdobył srebrny medal mistrzostw Włoch w skokach narciarskich. Bez większych sukcesów startował w zawodach międzynarodowych, biorąc udział między innymi w Turnieju Czterech Skoczni, Igrzyskach Narciarskich w Lahti, Szwedzkich Igrzyskach Narciarskich, Turnieju Szwajcarskim czy Turnieju Schwarzwaldzkim.
De Crignis uprawiał także kombinację norweską. W dyscyplinie tej dwukrotnie zdobył srebrne medale mistrzostw kraju – w 1972 i 1973 uplasował się na 2. pozycji.
Po zakończeniu kariery zawodniczej został trenerem skoków narciarskich. Jego „wychowankiem” był między innymi Andrea Morassi. Pracował w sztabie reprezentacji Włoch w skokach narciarskich, współpracując między innymi z Hannu Lepistö i Roberto Ceconem. Latem 2008 objął funkcję trenera włoskiej kadry A, zastępując w tej roli Cecona, jednak pełnił ją tylko do końca sezonu 2008/2009.
De Crignis był również sędzią międzynarodowym – podczas Zimowych Igrzysk Olimpijskich 2006 oceniał zarówno rywalizację skoczków narciarskich, jak i kombinatorów norweskich.

## Skoki narciarskie

### Igrzyska olimpijskie

#### Indywidualnie
| 1976 Innsbruck | – | 50. miejsce (skocznia normalna), 49. miejsce (skocznia duża) |

#### Turniej Czterech Skoczni
| 21. Turniej Czterech Skoczni |                        |           |               |       |         |
| Oberstdorf                   | Garmisch-Partenkirchen | Innsbruck | Bischofshofen | Nota  | Miejsce |
| 89                           | 91                     | 71        | 75            | 527,8 | 84      |
| 25. Turniej Czterech Skoczni |                        |           |               |       |         |
| Oberstdorf                   | Garmisch-Partenkirchen | Innsbruck | Bischofshofen | Nota  | Miejsce |
| 48                           | 50                     | 69        | 42            | 622,5 | 55      |